# The Avengers (trilha sonora)
The Avengers (Original Motion Picture Soundtrack) é a trilha sonora do filme The Avengers (2012), da Marvel Studios, composta por Alan Silvestri. Foi lançada pela Hollywood Records em 1 de maio de 2012. Uma trilha sonora separada e um álbum conceitual, intitulado Avengers Assemble (Music from and Inspired by the Motion Picture), de vários artistas, também foi lançado na mesma data.

## The Avengers (Original Motion Picture Soundtrack)
Em novembro de 2011, a Marvel anunciou que Alan Silvestri, que compôs a música de Captain America: The First Avenger (2011), escreveria e comporia a trilha sonora de The Avengers (2012; tornando-o o primeiro compositor a compôr mais de um filme no Universo Cinematográfico Marvel). Silvestri declarou: "Esta é realmente uma experiência muito única [para mim]. Eu trabalhei em filmes onde havia várias estrelas e certamente trabalhei em filmes onde havia personagens de igual peso em termos de nível de importância, mas este é um pouco extremo nesse sentido porque cada um desses personagens possui seu próprio mundo e é uma situação muito diferente. É muito desafiador procurar uma maneira de dar a todos o peso e a consideração de que precisam, mas ao mesmo tempo, o filme é realmente sobre a união desses personagens, o que implica que existe essa entidade chamada Vingadores, que realmente tem que ser representativa de todos eles juntos." Silvestri gravou a trilha com a Orquestra Sinfônica de Londres no Abbey Road Studios em Londres, Inglaterra. O diretor de The Avengers, Joss Whedon, descreveu a trilha como "à moda antiga", dizendo que "é muito antiquada, e é por isso que [Silvestri] foi perfeito para este filme porque ele pode dar a você uma emoção elevada, a [velha guarda de Hans Zimmer] de 'Estou me sentindo muito bem agora!' mas ele também pode ser extraordinariamente específico para cada personagem, o que eu amo." Silvestri reprisa seus temas de Captain America: The First Avenger e introduz novos — incluindo o tema da Viúva Negra, que é "um tema solitário e arrancado com um sabor da Europa Oriental para definir essa personagem". O álbum de trilha sonora foi lançado em 1º de maio de 2012.

### Lista de faixas
Todas as faixas escritas e compostas por Alan Silvestri. 
| N.º            | Título                       | Duração |  |
| 1.             | "Arrival"                    | 2:59    |  |
| 2.             | "Doors Open From Both Sides" | 2:48    |  |
| 3.             | "Tunnel Chase"               | 2:36    |  |
| 4.             | "Stark Goes Green"           | 2:41    |  |
| 5.             | "Helicarrier"                | 2:09    |  |
| 6.             | "Subjugation"                | 3:00    |  |
| 7.             | "Don't Take My Stuff"        | 4:42    |  |
| 8.             | "Red Ledger"                 | 5:11    |  |
| 9.             | "Assault"                    | 4:26    |  |
| 10.            | "They Called It"             | 2:41    |  |
| 11.            | "Performance Issues"         | 3:35    |  |
| 12.            | "Seeing, Not Believing"      | 4:25    |  |
| 13.            | "Assemble"                   | 4:31    |  |
| 14.            | "I Got a Ride"               | 4:00    |  |
| 15.            | "A Little Help"              | 3:14    |  |
| 16.            | "One Way Trip"               | 5:50    |  |
| 17.            | "A Promise"                  | 3:34    |  |
| 18.            | "The Avengers"               | 2:03    |  |
| Duração total: | Duração total:               | 1:04:25 |  |

Simultaneamente com o lançamento digital, o álbum foi lançado fisicamente pela Hollywood Records, Marvel Music e Intrada Records. Várias faixas deste lançamento são mais longas do que no álbum digital e há uma faixa adicional, "Interrogation".
Todas as faixas escritas e compostas por Alan Silvestri. 
| N.º            | Título                                   | Duração |  |
| 1.             | "Arrival"                                | 2:59    |  |
| 2.             | "Doors Open From Both Sides" (estendida) | 3:29    |  |
| 3.             | "Tunnel Chase" (estendida)               | 4:47    |  |
| 4.             | "Interrogation"                          | 2:38    |  |
| 5.             | "Stark Goes Green" (estendida)           | 4:46    |  |
| 6.             | "Helicarrier"                            | 2:09    |  |
| 7.             | "Subjugation" (estendida)                | 3:40    |  |
| 8.             | "Don't Take My Stuff" (estendida)        | 5:06    |  |
| 9.             | "Red Ledger"                             | 5:10    |  |
| 10.            | "Assault"                                | 4:25    |  |
| 11.            | "They Called It"                         | 2:41    |  |
| 12.            | "Performance Issues" (estendida)         | 4:56    |  |
| 13.            | "Seeing, Not Believing"                  | 4:25    |  |
| 14.            | "Assemble" (estendida)                   | 5:21    |  |
| 15.            | "I Got a Ride"                           | 4:00    |  |
| 16.            | "A Little Help" (estendida)              | 3:49    |  |
| 17.            | "One Way Trip"                           | 5:50    |  |
| 18.            | "A Promise"                              | 3:34    |  |
| 19.            | "The Avengers"                           | 2:03    |  |
| Duração total: | Duração total:                           | 1:16:08 |  |

## Avengers Assemble (Music from and Inspired by the Motion Picture)
Em março de 2012, a banda norte-americana de rock alternativo Soundgarden anunciou, através de sua página oficial no Facebook, que havia escrito uma canção para ser incluída na trilha sonora de The Avengers, intitulada "Live to Rise". A faixa foi lançada em 17 de abril de 2012, como um download digital gratuito durante sua primeira semana de disponibilidade na iTunes Store. Além disso, a banda indiana de rock Agnee lançou um videoclipe para seu single "Hello Andheron", que serviu como música tema para o lançamento indiano do filme. No dia seguinte, a Marvel lançou a lista completa de faixas do álbum, que foi lançada pela Hollywood Records em 1º de maio de 2012. Um cover da faixa "Shoot to Thrill" da banda AC/DC, interpretada por Theory of a Deadman, foi originalmente incluída no álbum, mas foi removida por razões desconhecidas.

### Lista de faixas
| Lista de faixas de Avengers Assemble |                                                |                                                                       |                         |         |  |
| N.º                                  | Título                                         | Compositor(es)                                                        | Artista(s)              | Duração |  |
| 1.                                   | "Live to Rise"                                 | Chris Cornell                                                         | Soundgarden             | 4:40    |  |
| 2.                                   | "I'm Alive"                                    | Brent Smith, Eric Bass, Dave Bassett                                  | Shinedown               | 3:39    |  |
| 3.                                   | "Dirt and Roses"                               | Zach Blair, Brandon Barnes, Tim McIlrath, Joe Principe                | Rise Against            | 3:14    |  |
| 4.                                   | "Even If I Could"                              | Papa Roach, James Michael                                             | Papa Roach              | 3:16    |  |
| 5.                                   | "Unbroken"                                     | Andy Biersack, Jake Pitts, Jeremy Ferguson, Blair Daly, Sean Beavan   | Black Veil Brides       | 3:27    |  |
| 6.                                   | "Breathe"                                      | Scott Weiland, Doug Grean                                             | Scott Weiland           | 3:17    |  |
| 7.                                   | "Comeback"                                     | Mark Kasprzyk, Wally Gagel, Xandy Barry                               | Redlight King           | 3:39    |  |
| 8.                                   | "Into the Blue"                                | Gavin Rossdale                                                        | Bush                    | 4:15    |  |
| 9.                                   | "A New Way to Bleed" (remix de Photek)         | Amy Lee, Terry Balsamo                                                | Evanescence             | 4:00    |  |
| 10.                                  | "Count Me Out"                                 | Franky Perez, Dave Kushner, Dave Warren, Scott Shriner, Joey Castillo | PusherJones             | 4:37    |  |
| 11.                                  | "Wherever I Go"                                | Josh Todd, Keith Nelson, Steve Dacanay                                | Buckcherry              | 4:13    |  |
| 12.                                  | "From Out of Nowhere" (cover de Faith No More) | Billy Gould, Roddy Bottum                                             | Five Finger Death Punch | 3:23    |  |
| 13.                                  | "Shake the Ground"                             | Cherri Bomb, Adam Watts, Gannin Arnold, Andy Dodd                     | Cherri Bomb             | 2:40    |  |

| Faixa bônus da edição internacional |                   |                 |            |         |  |
| N.º                                 | Título            | Compositor(es)  | Artista(s) | Duração |  |
| 14.                                 | "Pistols at Dawn" | Sergio Pizzorno | Kasabian   | 5:18    |  |

### Desempenho nas tabelas musicais
| Ano  | Tabela musical                        | Melhor posição |
| ---- | ------------------------------------- | -------------- |
| 2012 | Canadá (Albums Chart)                 | 14             |
| 2012 | Estados Unidos (Billboard 200)        | 11             |
| 2012 | Estados Unidos (Soundtrack Albums)    | 2              |
| 2012 | Estados Unidos (Top Hard Rock Albums) | 1              |